# Кињи
Кињи (фр. Cugny) насеље је и општина у североисточној Француској у региону Пикардија, у департману Ен (Пикардија) која припада префектури Сен Кентен.
По подацима из 2011. године у општини је живело 578 становника, а густина насељености је износила 61,49 становника/km². Општина се простире на површини од 9,4 km². Налази се на средњој надморској висини од 70 метара (максималној 138 m, а минималној 63 m).

## Демографија
| 1962. | 1968. | 1975. | 1982. | 1990. | 1999. | 2011. |
| ----- | ----- | ----- | ----- | ----- | ----- | ----- |
| 399   | 434   | 387   | 407   | 501   | 503   | 578   |

График промене броја становника у току последњих година